# Jens Jeremies
Jens Jeremies (Görlitz, antigua República Democrática Alemana, 5 de marzo de 1974) es un exfutbolista alemán que jugó en el puesto de mediocampista defensivo en los equipos alemanes Dinamo Dresde, TSV 1860 Múnich, Bayern de Múnich y además en la selección alemana.

## Trayectoria
Comenzó su carrera muy joven en 1980 en el equipo de fútbol de su ciudad Motor Görlitz, y en 1986 fue fichado por el Dinamo Dresde. En 1995, Jeremies es fichado por el TSV 1860 Múnich. Luego, en 1998 fichó por el Bayern de Múnich el clásico rival del 1860 Munich, este es el club donde jugaría el resto de su carrera. 
Jeremies participó en la Copa Mundial de Fútbol de 1998 donde la selección alemana quedó eliminada en los cuartos de final.Su arrogancia suele hacerle malas jugadas: el seleccionador Erich Ribbeck le llamó la atención por haber tildado de "lamentable" el estado del equipo de Alemania antes de la Eurocopa 2000. Participó en la Copa Mundial de Fútbol de 2002, se retiró del fútbol internacional después de haber participado en la Eurocopa 2004 para centrarse más en el club Bayern de Múnich.

## Selección nacional
Ha sido internacional con la selección de fútbol de Alemania en 55 ocasiones y ha marcado 1 gol. Debutó en la selección el 15 de noviembre de 1997. En un partido amistoso entre Alemania y Sudáfrica. También hay que destacar que en la Copa Mundial de Fútbol de 2002 fue subcampeón del mundo con la selección alemana.

### Participaciones en Copas del Mundo
| Mundial                        | Sede                  | Resultado        |
| ------------------------------ | --------------------- | ---------------- |
| Copa Mundial de Fútbol de 1998 | Francia               | Cuartos de final |
| Copa Mundial de Fútbol de 2002 | Corea del Sur y Japón | Subcampeón       |

### Participaciones en Eurocopa
| Eurocopa      | Sede                   | Resultado    |
| ------------- | ---------------------- | ------------ |
| Eurocopa 2000 | Bélgica y Países Bajos | Primera fase |
| Eurocopa 2004 | Portugal               | Primera fase |

### Goles internacionales
| #  | Fecha      | Ciudad     | Oponente  | Score | Resultado | Competencia |
| -- | ---------- | ---------- | --------- | ----- | --------- | ----------- |
| 1. | 15-11-1997 | Düsseldorf | Sudáfrica | 3-0   | Victoria  | Amistoso    |

## Clubes
| Club             | País     | Año       |
| ---------------- | -------- | --------- |
| Dinamo Dresde    | Alemania | 1994-1995 |
| TSV 1860 Múnich  | Alemania | 1995-1998 |
| Bayern de Múnich | Alemania | 1998-2006 |

## Palmarés

### Campeonatos nacionales
| Título                      | Club             | País     | Año     |
| --------------------------- | ---------------- | -------- | ------- |
| 1. Bundesliga               | Bayern de Múnich | Alemania | 1998-99 |
| Copa de Alemania            | Bayern de Múnich | Alemania | 1998    |
| Copa de la Liga de Alemania | Bayern de Múnich | Alemania | 1998    |
| 1. Bundesliga               | Bayern de Múnich | Alemania | 1999-00 |
| Copa de la Liga de Alemania | Bayern de Múnich | Alemania | 1999    |
| 1. Bundesliga               | Bayern de Múnich | Alemania | 2000-01 |
| Copa de Alemania            | Bayern de Múnich | Alemania | 2000    |
| Copa de la Liga de Alemania | Bayern de Múnich | Alemania | 2000    |
| 1. Bundesliga               | Bayern de Múnich | Alemania | 2002-03 |
| Copa de Alemania            | Bayern de Múnich | Alemania | 2003    |
| 1. Bundesliga               | Bayern de Múnich | Alemania | 2004-05 |
| Copa de la Liga de Alemania | Bayern de Múnich | Alemania | 2004    |
| 1. Bundesliga               | Bayern de Múnich | Alemania | 2005-06 |
| Copa de Alemania            | Bayern de Múnich | Alemania | 2005    |
| Copa de Alemania            | Bayern de Múnich | Alemania | 2006    |

### Copas internacionales
| Título                | Equipo           | País     | Año     |
| --------------------- | ---------------- | -------- | ------- |
| UEFA Champions League | Bayern de Múnich | Alemania | 2000-01 |
| Copa Intercontinental | Bayern de Múnich | Alemania | 2001    |

- Datos: Q167962
- Multimedia: Jens Jeremies / Q167962